# André-Louis Danjon
André-Louis Danjon, född 6 april 1890 i Caen, död 21 april 1967 i Suresnes, var en fransk astronom och konstruktör av astronomiska instrument. Han studerade jordens rotation. 
Danjon var professor vid Paris universitet (Sorbonne). År 1950 tilldelades han Jules Janssens pris och 1958 Royal Astronomical Societys guldmedalj.

## Eftermäle
Danjonkratern på månen och asteroiden 1594 Danjon har fått sina namn efter honom.